# Бельск-Дужи (гмина)
Бельск-Дужи (пол. Belsk Duży) — сельская гмина (волость) в Польше, входит как административная единица в Груецкий повет, Мазовецкое воеводство. Население — 6822 человека (на 2004 год).

## Демография
| Перепись                       | Всего   | Всего | Женщины | Женщины | Мужчины | Мужчины |
| ------------------------------ | ------- | ----- | ------- | ------- | ------- | ------- |
| Единицы                        | человек | %     | человек | %       | человек | %       |
| Население                      | 6822    | 100   | 3458    | 50,7    | 3364    | 49,3    |
| Плотность населения (чел./км²) | 63,3    | 63,3  | 32,1    | 32,1    | 31,2    | 31,2    |

## Сельские округа
1. Александрувка
2. Анелин
3. Бартодзее
4. Бельск-Дужи
5. Бельск-Малы
6. Бодзев
7. Боруты
8. Рожце
9. Гротув
10. Ярохы
11. Юлианув
12. Козель
13. Куссы
14. Левичин
15. Ленчешице
16. Мацеювка
17. Мала-Весь
18. Очесалы
19. Одживолек
20. Рембоволя
21. Росохув
22. Садкув-Духовны
23. Садкув-Колёнья
24. Сковронки
25. Стара-Весь
26. Тартачек
27. Видув
28. Вильчогура
29. Вильчи-Тарг
30. Воля-Ленчешицка
31. Воля-Старовейска
32. Вулька-Ленчешицка
33. Заборув
34. Заборувек

## Соседние гмины
1. Гмина Блендув
2. Гмина Гощын
3. Гмина Груец
4. Гмина Ясенец
5. Гмина Могельница
6. Гмина Пневы